# 苏士亮
苏士亮（1950年—），山东省青州市人，中国人民解放军中将。
2006年，接替张展南，担任北海舰队司令员。2006年5月至2008年1月，任济南军区副司令员。2008年，由田中接任。2007年，授中国人民解放军中将军衔。2008年，接替顾文根，担任南海舰队司令员。2008年，由苏支前接任。2009年，升任中国人民解放军海军参谋长。